# Takuya Takehana
Takuya Takehana (jap. 竹鼻拓也, Takehana Takuya; * 28. Juli 1973) ist ein japanischer Badmintonspieler. 

## Karriere
Takuya Takehana wurde 1997 und 2001 japanischer Meister im Herrendoppel mit Shinji Ōta. Fünfter wurde er bei den Thailand Open 1999. Bei der Weltmeisterschaft 1999 reichte es dagegen nur zu Rang 33.

## Sportliche Erfolge
| Saison | Veranstaltung                | Disziplin    | Platz | Name                          |
| ------ | ---------------------------- | ------------ | ----- | ----------------------------- |
| 1997   | Japan: Einzelmeisterschaften | Herrendoppel | 1     | Shinji Ōta / Takuya Takehana  |
| 1999   | Weltmeisterschaft            | Herrendoppel | 33    | Shinji Ohta / Takuya Takehana |
| 1999   | Thailand Open                | Herrendoppel | 5     | Yuzo Kubota / Takuya Takehana |
| 2001   | Japan: Einzelmeisterschaften | Herrendoppel | 1     | Shinji Ōta / Takuya Takehana  |
| 2002   | Japan: Einzelmeisterschaften | Herrendoppel | 1     | Shinji Ōta / Takuya Takehana  |